# A Quick Fix of Melancholy
A Quick Fix of Melancholy ist die vierte EP der norwegischen Band Ulver. Sie erschien im Jahr 2003 bei Jester Records und The End Records.

## Entstehung und Veröffentlichung
In den Jahren 2002 und 2003 arbeiteten Ulver hauptsächlich an Filmmusik, dazwischen erschien A Quick Fix of Melancholy. Die EP wurde im Osloer Ambassaden Studio aufgenommen und von Audun Strype gemastert. Für das dritte Stück wurde ein Gedicht des kanadischen Lyrikers Christian Bök verwendet. Das vierte Stück ist eine neu arrangierte Version von „Nattleite“, das bereits 1996 auf Kveldssanger erschienen war.
Viva Hate Records und Flamme Noire veröffentlichten die EP im Jahr 2007 auf roter und weißer 10-Zoll-Schallplatte.

## Titelliste
1. Little Blue Bird – 6:35
2. Doom Sticks – 4:40
3. Vowels – 6:29
4. Eitttlane – 5:23

## Stil
Wie die Silence-EPs ist A Quick Fix of Melancholy im minimalistischen Ambient verwurzelt, weist aber auch Einflüsse aus Neoklassik und Filmmusik auf. Die Kompositionen sind abwechslungsreich. Es werden erneut verschiedene elektronische Effekte und Samples verwendet, Synthesizer-Klänge stehen meist im Vordergrund. Rygg setzt seinen variablen Gesang wieder mehr ein als auf den vorigen Veröffentlichungen. Der Titel der EP ist programmatisch, da die Stimmung der Stücke melancholisch ist. Auf metal.de wird A Quick Fix of Melancholy mit Werken von Dead Can Dance und Coil verglichen.

## Rezeption
„Unterm Strich ist ‘A Quick Fix Of Melancholy’ eine zwiespältige Angelegenheit. Realiter sind die drei komplett neuen Songs zwar ganz passabel, aber aufgrund ihrer experimentellen Anlage doch eher schwer verdaulich. […] Ein so genannter Schnellschuss, dem die großen Ideen fehlen.“

„Diese EP ist mit Ausnahme von ‘Shadows Of The Sun’ das Schönste, das ULVER jemals auf einen Tonträger gebannt haben.“

„Laut-leise, schnell-langsam, hoch-tief, hell-dumpf, fröhlich-traurig, hoffnungsvoll-verzweifelnd, schön-schöner; auf dieser EP ist alles vorhanden. Einfach eine wunderbare Scheibe für einsame Stunden alleine oder einzeln.“